# Hitomi Harada
Pour les articles homonymes, voir Harada.
Hitomi Harada (原田 ひとみ, Harada Hitomi), née un 18 novembre à Ube, est une seiyū et chanteuse japonaise.

## Biographie
Elle commence à chanter dans la société de production TWOFIVE. Après cela, elle rejoint l'agence artistique Production Baobab pour travailler comme actrice de doublage.
Ensuite elle double principalement pour des jeux vidéo, travaille pour Disney… Puis elle se tourne vers l'animation japonaise en 2009, son premier rôle principal est Mizuki Himeji dans la série animée Baka to Test to Shōkanjū.
Elle annonce sur son blog officiel qu'elle cesse de travailler pour Production Baobab le 10 septembre 2016.
Le 6 janvier 2020, Harada annonce qu'elle a rejoint l'agence de Kikuko Inoue, Office Anemone.

## Filmographie

### Anime
2007
- KimiKiss Pure Rouge : Manami Hiba

2008
- Bleach : Menoly Mallia

2009
- Sasameki Koto : Tomoe Hachisuka

2010
- Amagami SS : Manaka Hiba, Mika Makihara
- Baka to Test to Shōkanjū : Mizuki Himeji
- Hidamari Sketch : Nori
- Hidamari Sketch (special) : Nori
- Scan2Go : Titi

2011
- Baka to Test to Shōkanjū: Ni! : Mizuki Himeji
- Bakugan Battle Brawlers: Gundalian Invaders : Boy, Taylor
- Hidamari Sketch × SP : Nori
- Makenki : Aki Nijou

2012
- Amagami SS+ plus : Manaka Hiba
- Another : Kirika
- Hidamari Sketch × Honeycomb : Nori
- High School DxD : Caramine

2013
- Muromi-san : Fuji-san
- Senran Kagura : Asuka
- Machine-Doll wa kizutsukanai : Yaya

2014
- Girl Friend Beta : Erena Mochizuki
- Inugami-san to Nekoyama-san : Tamaki Nekoyama
- Madan no Ō to Vanadis : Valentina Glinka Estes
- Maken-Ki! Two : Aki Nijou

2015
- The Idolmaster Cinderella Girls : Airi Totoki
- The Idolmaster Cinderella Girls 2nd Season : Airi Totoki
- Valkyrie Drive : Momoka Sagara

2016
- Big Order : Kagekiyo Tairano

### OVA
- Baka to Test to Shōkanjū: Matsuri : Mizuki Himeji
- Touhou Project Side Story: Memory of Star : Reisen Udongein Inaba, Marisa Kirisame

### Films
- La Disparition de Haruhi Suzumiya : Kotone Kenmochi

### Jeux vidéo
- Baka to Test to Shōkanjū: Portable : Mizuki Himeji
- Cambrain QTS
- Dream Club : Rui
- Elsword : Ruriel
- Futaba Riho
- Hoshi no Ōjo 2
- Hyperdimension Neptunia : MarvelousAQL
- KimiKiss
- Otomedius Excellent : Kokoro Belmont
- Senran Kagura : Asuka
- Senran Kagura Burst : Asuka
- Senran Kagura Shinovi Versus : Asuka
- Senran Kagura 2: Deep Crimson : Asuka
- Senran Kagura: Estival Versus : Asuka
- Senran Kagura: Peach Beach Splash : Asuka
- Super Bomberman R : Karaoke Bomber
- The Idolmaster Cinderella Girls : Airi Totoki
- Yo-Jin-Bo
- Zoids Infinity EX NEO
- Zoids Generations

## Discographie
- Little Explorer (comprend le générique de  Eden* They Were Only Two, On The Planet)
- Eternal Feather (comprend le générique de Ef: A Fairy Tale of the Two- The First Tale)
- Emotional Flutter (comprend le générique de Ef: A Fairy Tale of the Two – The Latter Tale)
- Ever Forever (comprend le générique de Ef: A Fairy Tale of the Two)
- Haru no Uta (comprend le générique de Haru no Ashioto)
- Natsu Natsu Soundtrack (comprend le générique de Natsu ☆ Natsu)
- Once (comprend le générique de Itsuka Tenma no Kuro Usagi )
- Magenta Another Sky (comprend le générique de La storia della Arcana Famiglia)
- Shissouron (comprend le générique de Senran Kagura)
- Kyoumei no True Force (comprend le générique de Seirei Tsukai no Blade Dance)
- Schwarzer Bogen (comprend le générique de Madan no Ou to Vanadis)

## Source de la traduction
- (en) Cet article est partiellement ou en totalité issu de l’article de Wikipédia en anglais intitulé « Hitomi Harada » (voir la liste des auteurs).